# 제3대 로스 백작 윌리엄 파슨스

로스 백작

제3대 로스 백작 윌리엄 파슨스(William Parsons, 3rd Earl of Rosse, 1800년 6월 17일 ~ 1867년 10월 31일)는 영국-아일랜드계 천문학자이다. 많은 망원경을 건설했으며, 1845년에 제작한 72인치 망원경은 소위 "파슨스타운의 레비아탄"이라고 알려져 있다. 이 망원경은 1917년까지 세계에서 가장 큰 망원경이었다.
1807년에서 1841년 사이에는 옥스만타운 남작(Baron Oxmantown)을 칭하였다.